# Atractus lasallei
Atractus lasallei este o specie de șerpi din genul Atractus, familia Colubridae, descrisă de Amaral 1931. Conform Catalogue of Life specia Atractus lasallei nu are subspecii cunoscute.